# Confédération irlandaise
1642–1651
Entités précédentes :
- Royaume d'Irlande

Entités suivantes :
- Commonwealth de l'Angleterre

La Confédération irlandaise (en irlandais : Cónaidhm Chaitliceach na hÉireann ; en anglais : Irish Catholic Confederation) fait référence à une période d'autonomie de l'Irlande, située entre la rébellion de 1641 et la reconquête de Cromwell en 1649. Les deux tiers de l'Irlande étaient alors aux mains de la Confédération irlandaise catholique, connue aussi sous le nom de Confédération de Kilkenny, car son siège se trouvait dans cette ville, à Black Abbey. Les enclaves protestantes restantes se trouvaient en Ulster, au Munster et dans le Leinster, et étaient tenues, pendant les Guerres des Trois Royaumes, par des troupes fidèles aux Royalistes, aux Parlementaires ou aux Covenanters écossais. Lors du conflit appelé Guerres confédérées irlandaises, les Confédérés ne purent vaincre les troupes britanniques en Irlande entre 1642 et 1649, et ils finirent par se joindre aux royalistes contre le Parlement croupion.

## Rébellion et formation de la Confédération
Il s'agit ici de l'histoire politique. Pour l'histoire militaire de cette période, voir : Guerres confédérées irlandaises
La Confédération irlandaise fut formée à la suite de la rébellion de 1641 à la fois pour contenir le soulèvement populaire et pour organiser l'effort de guerre irlandais catholique contre les troupes britanniques se trouvant en Irlande. En faisant ainsi, les Irlandais catholiques espéraient pouvoir empêcher la reconquête du pays par les troupes anglaises et écossaises. Cette initiative revint à l'évêque catholique Nicholas French et à un juriste Nicholas Plunkett. Ils présentèrent cette proposition de gouvernement à la noblesse irlandaise catholique, au vicomte de Gormanstown, au vicomte de Mountgarret et à Donagh MacCarthy, vicomte de Muskerry, qui mirent leurs troupes au service de la Confédération, et persuadèrent d'autres rebelles de se joindre à eux. Au moment de leur adhésion, les membres de la Confédération faisaient le serment de défendre la religion catholique, les droits du roi et la liberté de l'Irlande.

### Constitution
La constitution de la Confédération fut écrite par un autre juriste, un homme de Galway appelé Patrick d'Arcy. À certains égards, la Confédération était plutôt démocratique pour son temps. Son gouvernement était composé d'une Assemblée générale, un Parlement en quelque sorte, élue par les propriétaires irlandais et le clergé catholique, assemblée qui, à son tour, élisait un gouvernement exécutif appelé Conseil suprême. L'Assemblée générale et le Conseil Suprême se réunissaient tous deux à Kilkenny, l'Assemblée étant appelée tous les ans pour examiner le travail du Conseil. Les Confédérés mirent tout de suite en place un vaste système de taxation afin de financer la guerre, et envoyèrent des représentants dans les États catholiques d'Europe continentale.
Pourtant, l'Association des Confédérés catholiques d'Irlande ne prétendit jamais être un gouvernement indépendant, car, dans le contexte des Guerres des Trois Royaumes, elle se déclarait royaliste, fidèle à Charles Ier. Et puisque seul le roi pouvait nommer un Parlement, l'Assemblée générale des Confédérés ne revendiqua jamais en être un, bien qu'elle en remplît les fonctions. Lors de leurs négociations avec les royalistes, les Confédérés demandèrent que toutes les concessions qui leur étaient alors faites fussent concrétisées après la guerre sous la forme d'un Parlement irlandais, semblable un peu à leur Assemblée générale, et incluant quelques Protestants.

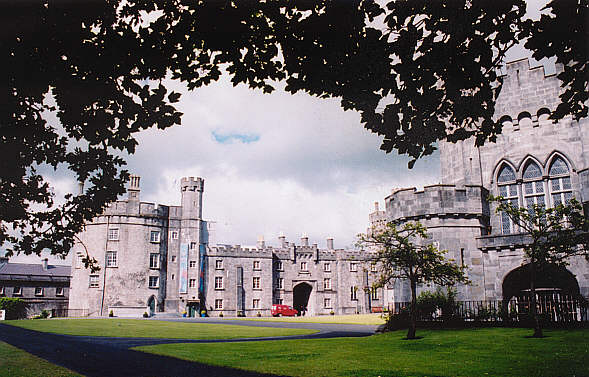
Le château de Kilkenny, où se réunissait l'Assemblée générale des Confédérés.

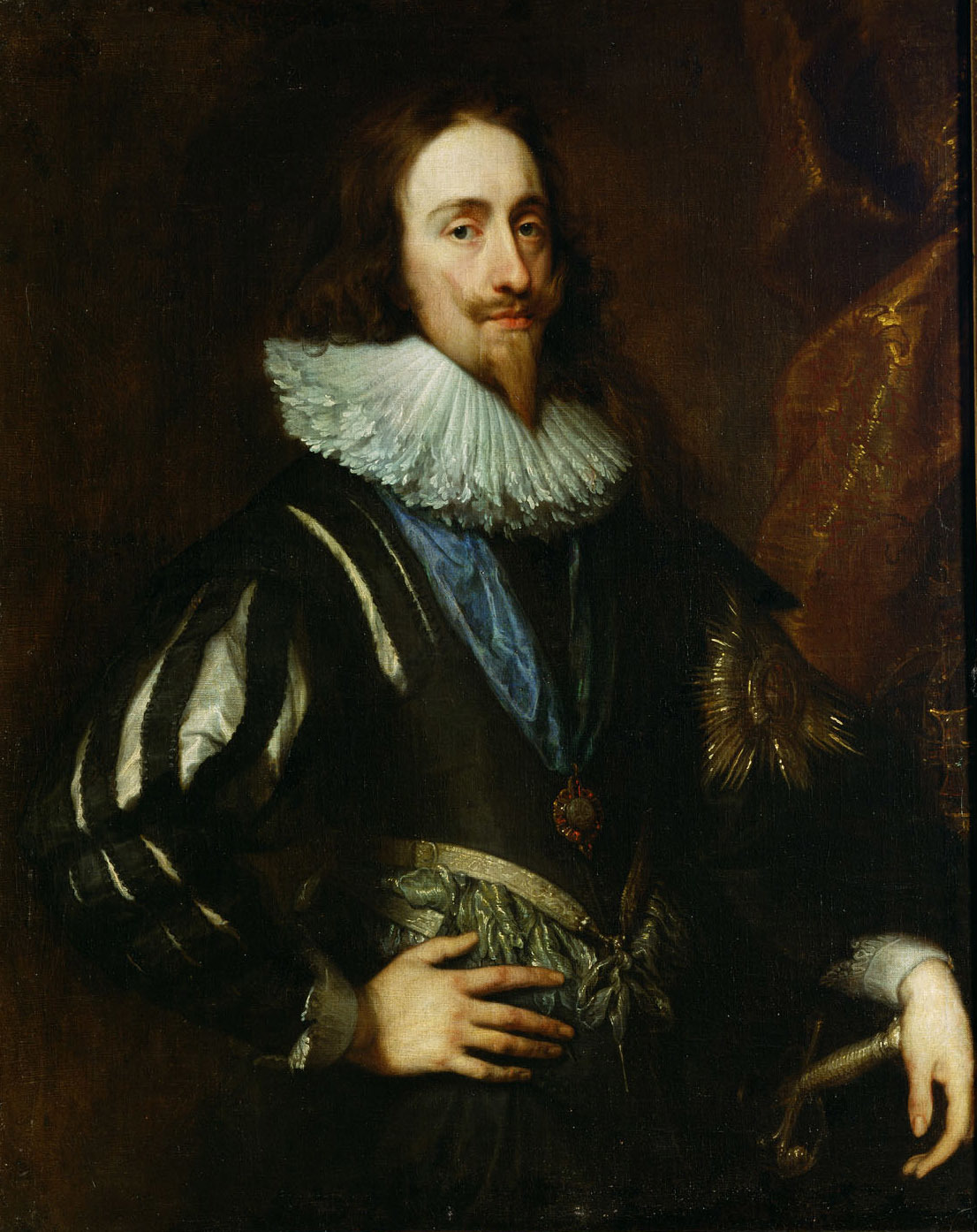
Charles Ier
Roi d'Angleterre, d'Écosse et d'Irlande, à qui les Confédérés prêtèrent serment d'allégeance, mais avec qui ils ne purent conclure une alliance formelle pendant les guerres civiles.

L'objectif déclaré des Confédérés était de parvenir à un accord avec le roi. Leurs aspirations étaient : les pleins droits civiques pour les Catholiques, la tolérance de la religion catholique et l'autonomie de l'Irlande. La devise de cette Confédération était : Pro Deo, Rege et Patria, Hibernia Unanimis (« L'Irlande unie pour Dieu, pour le Roi et pour la Patrie. »).
Les membres du Conseil Suprême étaient majoritairement des « Vieux Anglais », dont se méfiaient beaucoup d'Irlandais de souche, qui avaient le sentiment que les revendications du Conseil étaient trop modérées. Les Confédérés les plus radicaux faisaient pression pour l'annulation des Plantations et l'instauration du Catholicisme comme religion d'État en Irlande.
Les Confédérés pensaient que leurs intérêts seraient mieux servis s'ils faisaient alliance avec les royalistes, et par conséquent le soutien du roi fut une part essentielle de leur stratégie. En effet, avant la guerre, le Parlement anglais et les Covenanters écossais avaient menacé d'envahir l'Irlande et de faire disparaître la religion catholique et les propriétaires terriens irlandais. Le roi, par contraste, leur avait maintes fois promis des concessions. Pourtant, alors que les confédérés modérés étaient soucieux de parvenir à un accord avec Charles Ier, et n'insistaient pas pour obtenir des réformes politiques et religieuses radicales, d'autres au contraire désiraient forcer le roi à accepter une Irlande catholique autonome avant tout accord avec lui. Cela ayant échoué, ils préconisèrent une alliance indépendante avec la France ou l'Espagne.

## Trêve avec les royalistes
En 1643, les confédérés négocièrent avec les royalistes une suspension des hostilités en Irlande, et entamèrent des discussions avec James Butler, 1er duc d'Ormonde, représentant du roi en Irlande. Ceci signifiait l'arrêt des combats entre les confédérés et l'armée royaliste d'Ormonde à Dublin. Pourtant, la garnison anglaise de Cork, qui était commandée par Murrough O'Brien, 1er comte d'Inchiquin, un des rares Irlandais gaéliques protestants, refusa ce cessez-le-feu, se mutina et fit allégeance au Parlement anglais. Les Covenanters écossais, qui avaient débarqué une armée en Ulster en 1642, restaient les ennemis des confédérés, tout comme l'armée des colons britanniques de cette région.
En 1644, les confédérés envoyèrent environ 1500 hommes sous le commandement d'Alasdair MacColla en Écosse afin de venir en aide aux royalistes conduits par James Graham, 1er marquis de Montrose contre les Covenanters, déclenchant la guerre civile en Écosse. Ce fut là leur seule intervention en Grande-Bretagne en faveur des royalistes pendant les guerres civiles.

## Arrivée du nonce apostolique
Les confédérés reçurent de modestes subsides de la part des monarchies française et espagnole, qui désiraient recruter des troupes en Irlande, mais leur principal soutien continental venait de la papauté. Le pape Innocent X soutenait fermement la Confédération irlandaise, malgré les objections de Mazarin et de la reine-mère, Henriette-Marie de France, exilée à Paris. Innocent X reçut l'émissaire de la Confédération en février 1645, et il décida d'envoyer un nonce extraordinaire en Irlande en la personne de Giovanni Battista Rinuccini. Celui-ci s'embarqua à La Rochelle avec Richard Bellings, le secrétaire de la Confédération. Il apportait avec lui une grande quantité d'armes et d'équipements militaires et une importante somme d'argent. Ces fournitures lui permirent d'exercer une très grande influence sur la politique intérieure de la Confédération, et il fut soutenu par les confédérés les plus pugnaces, comme Owen Roe O'Neill. Rinuccini fut reçu avec de grands honneurs à Kilkenny, où il déclara que l'objet de sa mission était de soutenir le roi, mais qu'il tenait par-dessus tout à aider le peuple d'Irlande à obtenir l'exercice libre et public de sa religion, et à récupérer les églises et les biens de l'Église.

## La première paix d'Ormonde
Le nonce considérait que c'était lui le réel dirigeant de la Confédération. Pourtant le 28 mars 1646,
le Conseil Suprême parvint à un accord signé avec Ormonde. Selon les termes de cet accord, les Catholiques étaient autorisés à servir dans la fonction publique, et à fonder des écoles; il y eut aussi des promesses verbales  sur de futures concessions en matière de tolérance religieuse. Il était prévu une amnistie pour les actes commis durant la rébellion de 1641, et une garantie contre de futures expropriations de terres des Catholiques. Le Conseil Suprême plaçait aussi un grand espoir dans un traité secret, conclu au nom du roi avec le comte de Glamorgan, traité qui promettait des concessions supplémentaires aux Irlandais catholiques dans le futur.
Mais il n'était pas fait mention d'abrogation de la loi de Poyning, qui assujettissait le Parlement d'Irlande à celui d'Angleterre, pas de suppression de la domination protestante au Parlement, pas d'annulation des principales plantations ou de la colonisation en Ulster et au Munster. De plus, selon les articles du traité concernant la religion, toutes les églises reprises par les Catholiques pendant la guerre devaient être rendues aux Protestants, et la pratique publique du Catholicisme n'était pas garantie.
En contrepartie des concessions faites, des troupes irlandaises devaient être envoyées en Angleterre pour se battre aux côtés des Royalistes dans la guerre civile anglaise. Ces termes n'étaient acceptables ni pour le clergé catholique, ni pour les commandants militaires irlandais, notamment pour Owen Roe O'Neill et Thomas Preston, ni pour la majorité de l'Assemblée générale. Rinuccini non plus ne s'associa pas à ce traité, qui n'évoquait pas les objets de sa mission, et il persuada neuf des évêques irlandais de signer une dénonciation de tout arrangement avec Ormonde ou avec le roi, qui ne garantirait pas le maintien de la religion catholique.
Beaucoup pensaient qu'on ne pouvait faire confiance au Conseil Suprême, puisque plusieurs de ses membres étaient des parents d'Ormonde ou étaient liés à lui. En outre, il devenait évident que la guerre civile anglaise tournait en faveur du Parlement anglais, et qu'envoyer des troupes irlandaises en soutien des royalistes était un sacrifice inutile. D'autre part, beaucoup avaient le sentiment qu'après la victoire de l'armée d'Ulster, dirigée par O'Neill, sur les Écossais à la bataille de Benburb, les confédérés étaient en position de reconquérir toute l'Irlande. Par ailleurs, tous ceux qui s'opposaient au traité de paix étaient soutenus, aussi bien spirituellement que financièrement, par Rinuccini, qui menaça d'excommunier le « parti de la paix ». Les membres du Conseil Suprême furent arrêtés, et l'Assemblée générale vota le rejet de l'accord.

## Défaites militaires et nouveau traité de paix
Après que les confédérés eurent rejeté le traité de paix, Ormonde livra Dublin à l'armée parlementaire de Michael Jones. Les confédérés essayèrent alors d'éliminer les derniers avant-postes protestants à Dublin et à Cork, mais en 1647, ils subirent une série de désastres militaires. Tout d'abord, l'armée du Leinster de Thomas Preston fut détruite par les parlementaires de Jones à la bataille de Dungan's Hill. Puis l'armée confédérée du Munster subit le même sort face aux forces britanniques dirigées par Inchiquin à la bataille de Knocknanuss.
Ces revers rendirent les confédérés plus désireux d'aboutir à un accord avec les royalistes, et les négociations reprirent. Le Conseil Suprême obtint des conditions plus généreuses que précédemment de la part du roi et d'Ormonde, comme la tolérance de la religion catholique, un engagement à abroger la loi de Poyning (et donc à accorder l'autonomie de l'Irlande), la reconnaissance des terres prises par les Irlandais catholiques durant la guerre, et un engagement à annuler partiellement les Plantations. De surcroît, il était prévu un Act of Oblivion, une amnistie, pour tous les actes commis durant la rébellion de 1641 et les guerres confédérées irlandaises, en particulier les massacres des colons britanniques protestants de 1641, et la promesse que les armées confédérées ne seraient pas dissoutes. Pourtant, Charles Ier avait accordé ces dispositions uniquement en désespoir de cause, et d'ailleurs il les renia plus tard. Selon les termes de cet accord, la Confédération devait s'autodissoudre, placer ses hommes sous le commandement royaliste et accepter les troupes royalistes sur son territoire. Inchiquin, quant à lui, quitta le camp des parlementaires et rejoignit les royalistes en Irlande.

## Guerre civile à l'intérieur de la Confédération
Malgré cela, beaucoup d'Irlandais catholiques continuèrent à refuser l'accord conclu avec les royalistes. Owen Roe O'Neill refusa de se joindre à la nouvelle alliance royaliste, et il se battit contre eux et les confédérés pendant l'été 1648. Le nonce apostolique, Rinuccini, essaya de défendre O'Neill en excommuniant tous ceux qui prendraient part à la trêve; mais il ne put convaincre les évêques sur ce point. Le 23 février 1649, il s'embarqua à Galway sur sa propre frégate et retourna à Rome.
Il a été souvent affirmé que la scission dans les rangs de la Confédération correspondait au clivage entre les Irlandais gaéliques et les « Vieux Anglais », suggérant que les premiers avaient perdu beaucoup de terres et de pouvoir depuis la conquête anglaise de l'Irlande, les rendant radicaux dans leurs exigences. Il y avait pourtant des représentants de ces deux populations dans chaque camp. Par exemple, Felim O'Neill, l'Irlandais gaélique instigateur de la rébellion de 1641, était du côté des modérés, alors que le sud-Wexford, à prédominance « vieux Anglais » rejetait le traité de paix. Le clergé catholique lui-même était partagé sur ce point.
En réalité, la rupture existait entre les petits propriétaires fonciers qui étaient prêts au compromis avec les royalistes du moment que leurs terres et leurs droits civiques étaient garantis, et ceux qui, comme Owen Roe O'Neill, voulaient éliminer totalement la présence britannique en Irlande. Ils désiraient une Irlande catholique et indépendante, débarrassée de manière définitive des colons britanniques. Beaucoup de combattants étaient surtout intéressés à récupérer leurs terres ancestrales perdues par leurs familles lors des Plantations. Après une guerre d'escarmouches peu concluante avec les confédérés, Owen Roe O'Neill se retira en Ulster, et ne rejoignit ses anciens camarades qu'au moment de l'invasion de Cromwell en 1649. Ces luttes intestines gênèrent fatalement les efforts de la coalition royalistes-confédérés pour repousser l'invasion de la New Model Army parlementaire.

## L'invasion de Cromwell

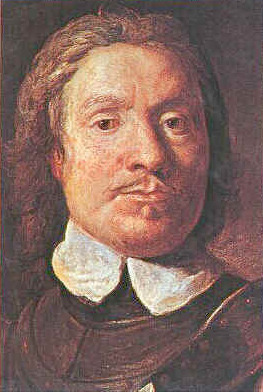
Oliver Cromwell, qui conquit l'Irlande au nom du Parlement anglais

Oliver Cromwell envahit l'Irlande en 1649 pour écraser la nouvelle alliance des confédérés irlandais et des royalistes. La conquête cromwellienne de l'Irlande fut la guerre la plus sanglante qui se soit jamais produite dans le pays, accompagnée de plus par la peste et la famine. Elle s'acheva par la défaite totale des Irlandais catholiques et des royalistes. La plupart des principaux membres de la Confédération passèrent cette période en exil en France, avec la Cour royale anglaise. Après la Restauration, ceux des confédérés qui avaient promu une alliance avec les royalistes se trouvèrent dans les bonnes grâces du roi et récupérèrent leurs terres. En revanche, ceux qui étaient restés en Irlande pendant l'Interrègne anglais eurent invariablement leurs terres confisquées, et, dans la plupart des cas, furent exécutés ou déportés dans des colonies pénales. La classe des propriétaires fonciers irlandais d'avant-guerre fut presque entièrement détruite à cette période, ainsi que les institutions de l'Église catholique.

## Importance
La Confédération irlandaise fut le seul gouvernement autonome de l'Irlande qui se soit maintenu quelque temps, avant la fondation de l'État libre d'Irlande en 1922. On peut dire aussi que ce fut  un exemple précoce d'un État de type parlementaire. Pourtant, les confédérés échouèrent dans leur objectif de défendre les intérêts des Irlandais catholiques. Les guerres confédérées irlandaises et la conquête de Cromwell causèrent d'immenses pertes en vies humaines et s'achevèrent par la confiscation de quasiment toutes les terres appartenant aux Irlandais catholiques. La fin de cette période cimenta la colonisation britannique de l'Irlande.